# Dirk Margadant
Dirk Antonie Nicolaas Margadant (Den Haag, 22 februari 1849 – Amsterdam, 26 oktober 1915) was een Nederlandse architect; hij ontwierp verscheidene stationsgebouwen voor de Hollandsche IJzeren Spoorweg-Maatschappij.
Margadant kwam in 1870 in dienst bij de bouwkundige afdeling van de HIJSM. Hij ontwikkelde zich daar tot architect. In 1874 ontwierp hij zijn eerste station, de kleine halte Maartensdijk. Gedurende zijn carrière ontwierp hij voor de HIJSM een serie stationsgebouwen, waarvan Den Haag HS (1891, tweede station) en Haarlem (1906, vierde station) de belangrijkste voorbeelden zijn. 
Margadants vroege ontwerpen zijn in de stijl van de Delftse renaissance. Het is voor de hand liggend dat Margadant zich deze stijl eigen maakte via het werk van Christiaan Posthumus Meyjes sr., die tussen 1880 en 1887 als architect voor de HIJSM werkzaam was. Margadant ontwierp in 1884 gezamenlijk met Posthumus Meyjes het hoofdkantoor van de HIJSM in Amsterdam. Meyjes was verantwoordelijk voor de buitengevels van het gebouw, Margadant ontwierp het overige, inclusief de gevels rondom de binnenplaats. In het latere werk van Margadant wordt meer de invloed van H.P. Berlage zichtbaar.
Margadant had ook enkele opdrachten buiten de HIJSM. Zo vergrootte hij in 1899-1900 het Amstel Hotel met een extra verdieping.

## Lijst van bouwwerken
- De lijst is mogelijk incompleet

| Geopend | Naam                           | Plaats      | Bijzonderheden                                                               | Afbeelding |
| ------- | ------------------------------ | ----------- | ---------------------------------------------------------------------------- | ---------- |
| 1874    | Station Maartensdijk           | De Bilt     | Afgebroken 1963                                                              |            |
| 1880    | Station Leiden                 | Leiden      | Afgebroken 1951                                                              |            |
| 1880    | Station Vogelenzang-Bennebroek | Vogelenzang |                                                                              |            |
| 1889    | Station Schiedam               | Schiedam    | Afgebroken 1963                                                              |            |
| 1891    | Station Velsen                 | Velsen      | Uitgebreid met ontvangstgebouw 1902. Afgebroken 1974                         |            |
| 1891    | Station Den Haag HS            | Den Haag    |                                                                              |            |
| 1898    | Station Santpoort Zuid         | Santpoort   |                                                                              |            |
| 1898    | Station Beverwijk              | Beverwijk   | Verbouwing bestaand station, uitbreiding eilandperrongebouw. Afgebroken 1961 |            |
| 1899    | Station IJmuiden               | IJmuiden    |                                                                              |            |
| 1900    | Station Bloemendaal            | Bloemendaal |                                                                              |            |
| 1900    | Amstel Hotel                   | Amsterdam   | Uitbreiding met een verdieping                                               |            |
| 1901    | Station Amersfoort             | Amersfoort  | Afgebroken 1995                                                              |            |
| 1903    | Stopplaats Beukelsdijk         | Rotterdam   | Niet als station in gebruik genomen. In 1910 verbouwd tot woning             |            |
| 1904    | Rijtuigenloods Amersfoort      | Amersfoort  |                                                                              |            |
| 1904    | Wagenwerkplaats Amersfoort     | Amersfoort  |                                                                              |            |
| 1905    | Station Lisse                  | Lisse       |                                                                              |            |
| 1908    | Station Haarlem                | Haarlem     |                                                                              |            |